# Koninklijke Fanfare "ULTO", Winssen - Ewijk
Koninklijke Fanfare U.L.T.O. Winssen-Ewijk is een Nederlandse muziekvereniging met leden uit de dorpen Winssen en Ewijk. Sinds de verlate viering van het 80-jarig bestaan in 1959 is de naam U.L.T.O. (Uit Lust Tot Oefening) gewijzigd in Koninklijke Fanfare U.L.T.O. Winssen-Ewijk. De vereniging bestaat uit een fanfareorkest, een jeugdslagwerkgroep (tamboerkorps bestaand uit jongens en meisjes in de leeftijd van 6 tot 17 jaar),  een jeugd/opleidingsorkest, dweilorkest Brulto en een afdeling muziekonderwijs.

## Geschiedenis
Muzikanten uit de dorpen Winssen en Ewijk in het Land van Maas en Waal organiseerden zich tot de Fanfare ULTO. Uit de archieven is de exacte oprichtingsdatum niet te achterhalen. Uit documenten is gebleken dat Piet Cornelissen uit Winssen, de dirigent, toen tevens secretaris van U.L.T.O., op 4 april 1878 namens het bestuur in een brief aan de burgemeester van de destijds zelfstandige gemeente Ewijk vraagt om een vergunning om op zondag 28 april 1878 een schoollokaal te mogen gebruiken “tot het geven van enen muziek uitvoering, zonder vertappingen van dranken, en zonder toediening van verversingen”. Op genoemde datum vond het eerste optreden plaats in een schoollokaal te Winssen.   
In 1881 blijkt uit een schriftelijke felicitatie aan de toen 32-jarig  heer Cornelissen ter gelegenheid van zijn huwelijk, dat hij de directeur (in die tijd aanduiding voor dirigent), dan wel president of voorzitter van fanfare U.L.T.O. is.  
Op 29 maart 1896 werd in de Algemene Vergadering van de vereniging besloten: “Als datum van oprichting van het gezelschap aan te nemen den 1e november 1891”. Waarop dit besluit berust is onbekend. Het 100-jarig bestaan is in 1978 gevierd. 
In 1897 wordt een start gemaakt met uniformering, in het begin alleen met een pet, omdat in die tijd weinig geld beschikbaar was.  
De leiding van U.L.T.O. berustte lange tijd bij mensen uit Winssen en Ewijk en nabije omgeving. Dirigent Cornelissen werd in 1898 opgevolgd door Johannus Smits, onderwijzer te Ewijk, die voor het geven van repetities soms werd bijgestaan door kapelmeester Teunissen van het Korps Koloniale Reserve uit Nijmegen.  
In 1918 trad directeur Smits af. Hij werd opgevolgd door Frans van Beuningen, die na een paar maanden vervangen werd door Arnold Tromp. Onder diens leiding nam het muziekgezelschap in 1919 te Zaltbommel deel aan zijn allereerste concours en behaalde daar een 3e prijs in de 3e afdeling. Van de  herkansing in 1920 in Oss is de uitslag onbekend.  
Arnold Tromp werd opgevolgd door Hent Tromp, die tot eind jaren 60 dirigent van de fanfare was. Piet van Ooijen uit Beuningen nam in 1966 het dirigeerstokje over van Hent Tromp tot 1974. Vanaf 1974 tot 1989 was Theo Eerden uit Millingen aan de Rijn dirigent. 
In 1982 is op initiatief van H. Roelofs, de toenmalige voorzitter, gestart met de totstandkoming van de eigen ruimte, Verenigingsgebouw U.L.T.O., UMC (Ulto-Muziek-Centrum) te Winssen.   Dit gebouw biedt repetitieruimte aan de verschillende orkesten en groepen. Tevens zijn er drie kleinere ruimtes waar muziekonderwijs plaatsvindt en vergaderd kan worden. Ook worden er in het UMC concerten gegeven.  
Theo Eerden werd in juli 1989 opgevolgd door Bert Aalders. Onder Aalders werd deelgenomen aan een KNF-concours, georganiseerd door de Koninklijke Nederlandse Federatie van Muziekverenigingen. Er werd gekozen voor deelname in de Ere-afdeling, een lagere klasse. Op het concours dat op 10 december 1989 plaatsvond in Zaandam, promoveerde de Koninklijke Fanfare U.L.T.O. met een score van 306½ punt naar de Vaandelafdeling. Direct na de zomervakantie in 1992 werd het dirigeerstokje overgedragen aan Nico Penners.  
In november 2006 ging het B-Slagwerkensemble voor het eerst naar een podiumconcours. Daar kwamen zij uit in de jeugddivisie. De ruim 87 punten volstonden om een uitnodiging voor het topconcours op 3 februari 2007 in Winterswijk te ontvangen. Ook het A-Slagwerkensemble ging naar dit topconcours, waarbij zij uitkwamen in de eredivisie. 
Penners, actief dirigent tot juni 2018, werd opgevolgd door Hendry van Loo. Vanaf augustus 2018 werd U.L.T.O. geleid door Britt van den Dungen uit Uden.   
Per april 2022 is Gerd Wensink uit Eerbeek benoemd tot nieuwe dirigent van Koninklijke Fanfare U.L.T.O. uit Winssen- Ewijk.  

## Heden
In 2022 telde de vereniging 80 leden, verdeeld over een slagwerkensemble, een fanfareorkest, een opleidingsorkest en een afdeling muziekonderwijs. Tijdens verschillende buitenoptredens zijn het Fanfare A-orkest en slagwerkensemble regelmatig te horen en te zien. Ze openen de festiviteiten op Koningsdag, verwelkomen Sinterklaas en luisteren de dodenherdenking op 4 mei op. Daarnaast brengen zij, op verzoek, jaarlijks een aantal serenades aan jubilerende dorpsgenoten. 
Jaarlijks wordt door een blaasensemble of door het volledige Fanfare-orkest deelgenomen aan een kerstconcert. Eén- of tweemaal per jaar wordt in samenwerking met andere verenigingen een concert georganiseerd. Bovendien wordt om het jaar een evenement georganiseerd in de vorm van een Uitmarkt, waarbij alle musicerende groepen de mogelijkheid krijgen om zich te presenteren. Het streven is om eens in de vier jaar deel te nemen aan een door de Koninklijke Nederlandse Muziek Organisatie (KNMO) georganiseerd concours.